# Elói Pietá
Elói Alfredo Pietá (Gaurama, 10 de agosto de 1944), é um professor, advogado e político brasileiro, filiado ao Solidariedade. Foi vereador e prefeito de Guarulhos, além de deputado estadual e deputado federal.

## Biografia
Nascido no Rio Grande do Sul e morador de Guarulhos desde 1980, foi vereador na cidade entre 1983 e 1990, chegando a ser presidente da Casa. Na Assembleia Legislativa de São Paulo, chegou em 1990, sendo reeleito duas vezes: em 1994 e 1998, tendo sido líder do PT na Casa, dedicando-se principalmente ao tema da segurança pública e ao combate ao crime organizado.
Em 2000, foi eleito pela primeira vez prefeito de Guarulhos, no segundo turno, com 213 838 votos (50,13% dos votos válidos). Em 2004 foi reeleito com 278 555 votos (53,58% dos votos válidos) no primeiro turno, superando Jovino Cândido, que terminou em segundo, com 30,63%.
Atualmente Elói Pietá faz parte do conselho curador da Fundação Perseu Abramo, instituição onde exerceu o cargo de vice-presidente de 2009 a 2012.
Em 2016 se candidatou novamente para o cargo de prefeito tentando emplacar uma quinta gestão petista consecutiva à frente do segundo município mais populoso do estado de São Paulo, mas obteve 116 676 votos (19,32% dos votos válidos) ficando em terceiro lugar na disputa.
Em janeiro de 2018, teve o apoio de quase 7 500 filiados conseguindo registrar a sua pré-candidatura a governador do Estado de São Paulo, porém, em 24 de março, nas prévias para candidato ao governo de São Paulo, recebeu apenas 175 votos dos 850 delegados que compareceram ao 19º Encontro Estadual do PT, perdendo, portanto, a vaga para o candidato Luiz Marinho.
Em outubro do mesmo ano, concorreu a uma cadeira na Câmara Federal, como deputado federal, mas com 60.604 mil votos mas não conseguiu se eleger. Com a presença de Luiz Marinho, presidente estadual do PT, o diretório municipal do partido definiu  que o ex-prefeito Elói Pietá será o candidato a prefeito de Guarulhos em 2020. Com a decisão, não haverá mais a prévia entre Pietá e o deputado federal Alencar Santana (PT), que também pleiteava disputar as eleições.
Em 1º de janeiro de 2023 assumiu, como suplente, o mandato de deputado federal por 30 dias, até o término da 57ª legislatura, pois alguns deputados licenciaram-se para assumir ministérios no Governo Lula. Embora no período que assumiu, não havia sessões em virtude do recesso parlamentar, Elói encontrou-se com diversos ministros e autoridades, levando várias reivindicações.

## Controvérsias
Em abril de 2009, após governar por oito anos a cidade de Guarulhos, o Ministério Público Estadual (MPE) solicitou a abertura do inquérito policial para investigar o suposto enriquecimento ilícito do ex-prefeito Sebastião Almeida. Tratava-se da quebra da ordem de pagamento a precatórios judiciais e da observação de conselheiros sobre irregularidades no repasse de juros e multas nos pagamentos à Câmara Municipal de Guarulhos.
A 2ª Câmara do TCE julgou, em junho de 2008, que as contas foram irregulares em 2005. Em maio de 2009, os ex-prefeitos Elói Pietá e Jovino Cândido, a empreiteira OAS e engenheiros se tornaram alvos de investigações sobre fraude à lei de licitações, superfaturamento e prejuízo de R$ 30 milhões aos cofres públicos.
Na ocasião, a Secretaria de Obras, Prefeitura de Guarulhos e sede da OAS em São Paulo foram reviradas pela Polícia Federal, ao apoio ao Ministério Público Federal, com base principal em um caderno de anotações que indicava serviços não previstos no planejamento das obras do Complexo Viário Baquirivu, avaliadas em R$ 70 milhões, mas que custaram mais de R$ 100 milhões ao município, Estado e União. Em setembro de 2009, a acusação provocou o bloqueio dos bens de Pietá, estimados em R$1,4 milhão na época.
Elói Pietá deixou o PT em janeiro de 2024 após acionar Justiça contra o partido pelo direito de prévias eleitorais. O Diretório Municipal do PT em Guarulhos havia indicado o nome do deputado Alencar Santana Braga para concorrer ao executivo nas eleições de outubro daquele ano. Pietá alegou que o regimento do partido não foi cumprido.

## Desempenho Eleitoral
| Ano  | Eleição                | Cargo             | Partido                                                        | Partido | Coligação                                                                            | Vice                    | Votos   | Votos   | Votos         | Resultado     |
| Ano  | Eleição                | Cargo             | Partido                                                        | Partido | Coligação                                                                            | Vice                    | T.      | Total   | %             | Resultado     |
| ---- | ---------------------- | ----------------- | -------------------------------------------------------------- | ------- | ------------------------------------------------------------------------------------ | ----------------------- | ------- | ------- | ------------- | ------------- |
| 1982 | Municipal de Guarulhos | Vereador          |                                                                | PT      | Coligação Desconhecida (PT)                                                          | Sem Vice                | 1º      | 2.472   | 01,31         | Eleito        |
| 1988 | Municipal de Guarulhos | Vereador          | Coligação Desconhecida (PT)                                    | PT      | Sem Vice                                                                             | 3.789                   | 1º      | 01,15   | Eleito        |               |
| 1990 | Estadual de São Paulo  | Deputado Estadual | União Democrática Popular (PT, PSB, PCB, PCdoB)                | PT      | Sem Vice                                                                             | 13.838                  | 1º      | 00,08   | Eleito        |               |
| 1992 | Municipal de Guarulhos | Prefeito          | Frente Popular (PT, PCdoB, PC, PSDB, PPS)                      | PT      | Desconhecido                                                                         | 40.424                  | 1º      | 14,32   | Não eleito    |               |
| 1994 | Estadual de São Paulo  | Deputado Estadual | Frente Brasil Popular SP (PT, PSB, PPS, PCdoB, PCB, PMN, PSTU) | PT      | Sem Vice                                                                             | 19.411                  | 1º      | 00,18   | Eleito        |               |
| 1998 | Estadual de São Paulo  | Deputado Estadual | Pra Renovar São Paulo (PT, PCdoB, PCB, PPS, PMN)               | PT      | Sem Vice                                                                             | 47.202                  | 1º      | 00,30   | Eleito        |               |
| 2000 | Municipal de Guarulhos | Prefeito          | Aliança para Mudar Guarulhos (PT, PSTU, PCdoB, PSB)            | PT      | Vice: Profª Eneide (PT)                                                              | 174.020                 | 1º      | 42,56   | Segundo turno |               |
| 2000 | Municipal de Guarulhos | Prefeito          | Aliança para Mudar Guarulhos (PT, PSTU, PCdoB, PSB)            | PT      | Vice: Profª Eneide (PT)                                                              | 2º                      | 213.838 | 50,13   | Eleito        |               |
| 2004 | Municipal de Guarulhos | Prefeito          | Melhor pra Guarulhos (PT, PSL, PCB, PL, PTC, PRP, PCdoB)       | PT      | Vice: Profª Eneide (PT)                                                              | 1º                      | 275.555 | 53,58   | Eleito        |               |
| 2016 | Municipal de Guarulhos | Prefeito          | Melhor pra Guarulhos (PT, PR)                                  | PT      | Vice: Prof. Moacir (PR)                                                              | 1º                      | 116.676 | 19,32   | Não eleito    |               |
| 2018 | Estadual de São Paulo  | Deputado Federal  | São Paulo do Trabalho e de Oportunidades (PT, PCdoB)           | PT      | Sem Vice                                                                             | 1º                      | 60.604  | 02.93   | Suplente      |               |
| 2020 | Municipal de Guarulhos | Prefeito          | Pra Guarulhos Crescer Denovo (PT, SD, REDE)                    | PT      | Vice: Profª Adê Rocha (SD)                                                           | 1º                      | 184.502 | 32,87   | Segundo turno |               |
| 2020 | Municipal de Guarulhos | Prefeito          | Pra Guarulhos Crescer Denovo (PT, SD, REDE)                    | PT      | Vice: Profª Adê Rocha (SD)                                                           | 2º                      | 238.463 | 42,17   | Não eleito    |               |
| 2024 | Municipal de Guarulhos | Prefeito          |                                                                | SD      | Experiência e Futuro Pra Guarulhos (Solidariedade, MDB, UNIÃO, REDE- Apoio Informal) | Vice: Fran Corrêa (MDB) | 1º      | 191.188 | 29,81         | Segundo turno |
| 2024 | Municipal de Guarulhos | Prefeito          | 2º                                                             | SD      | Experiência e Futuro Pra Guarulhos (Solidariedade, MDB, UNIÃO, REDE- Apoio Informal) | Vice: Fran Corrêa (MDB) | 256.295 | 41,45   | Não eleito    |               |